# Mipus
Genre
Mipus est un genre de mollusques appartenant à la famille des Muricidae.

## Liste d'espèces
Selon BioLib (15 mai 2020) :
- Mipus arbutum Woolacott, 1954
- Mipus brinkae S. Kosuge, 1992
- Mipus crebrilamellosus Sowerby, 1913
- Mipus fusiformis (E.C. Von Martens, 1902)
- Mipus gyratus R. B. Hinds, 1844
- Mipus holei S. Kosuge, 1985
- Mipus idoleum Jonas, 1847
- Mipus intermedius S. Kosuge, 1985
- Mipus isoceles K. H. Barnard, 1959
- Mipus matsumotoi S. Kosuge, 1985
- Mipus miyukiae S. Kosuge, 1985
- Mipus nodosus A. Adams, 1854
- Mipus ovoideus S. Kosuge, 1985
- Mipus rosaceus (E. A. Smith, 1903)
- Mipus sugitanii S. Kosuge, 1985
- Mipus tabulatus M. M. Schepman, 1911
- Mipus tortuosus Azuma, 1961
- Mipus vicdani (S. Kosuge, 1980)

Selon Catalogue of Life (15 mai 2020) et World Register of Marine Species (15 mai 2020) :
- Mipus alis Oliverio, 2008
- Mipus arbutum (Woolacott, 1954)
- Mipus basicostatus Kosuge, 1988
- Mipus boucheti Oliverio, 2008
- Mipus brinkae Kosuge, 1992
- Mipus coriolisi Kosuge & Oliverio, 2004
- Mipus crebrilamellosus (G. B. Sowerby III, 1913)
- Mipus eugeniae (Bernardi, 1853)
- Mipus fusiformis (Martens, 1902)
- Mipus gyratus (Hinds, 1844)
- Mipus intermedius Kosuge, 1985
- Mipus isosceles (Barnard, 1959)
- Mipus mamimarumai (Kosuge, 1980)
- Mipus matsumotoi Kosuge, 1985
- Mipus miyukiae Kosuge, 1985
- Mipus rosaceus (E. A. Smith, 1903)
- Mipus sugitanii Kosuge, 1985
- Mipus tomlini (van Regteren Altena, 1950)
- Mipus tonganus Oliverio, 2008
- Mipus tortuosus (Azuma, 1961)
- Mipus vicdani (Kosuge, 1980)